# Бєлуха Микола Андрійович
Микола Андрійович Бєлуха (Білуха) (нар. 16 жовтня 1920, місто Полтава — 7 грудня 1981, місто Рига, тепер Латвія) — радянський діяч, 2-й секретар ЦК КП Латвії. Член Бюро ЦК КП Латвії в 1963—1978 роках. Член Центральної Ревізійної Комісії КПРС у 1966—1971 роках. Кандидат у члени ЦК КПРС у 1971—1981 роках. Депутат Верховної ради Латвійської РСР 7—10-го скликань. Депутат Верховної Ради СРСР 6—9-го скликань.

## Життєпис
Народився в родині вчителя. Закінчив середню школу.
У 1938—1945 роках — студент Московського вищого технічного училища імені Баумана. Під час німецько-радянської війни брав участь в будівництві оборонних споруд під Москвою та Смоленськом, працював на військовому заводі.
У 1945—1948 роках — інженер-конструктор Кіровського заводу в місті Челябінську та науково-дослідного інституту в Ленінграді.
Член ВКП(б) з 1948 року.
У 1948—1950 роках — секретар комітету ВЛКСМ Кіровського заводу Ленінграда.
У 1950—1954 роках — секретар Ленінградського міського комітету ВЛКСМ.
У 1954—1956 роках — секретар, у 1956—1958 роках — 2-й секретар, у 1958—1961 роках — 1-й секретар Петроградського районного комітету КПРС міста Ленінграда.
У 1961—1963 роках — інспектор ЦК КПРС, заступник завідувача відділу партійних органів ЦК КПРС по союзних республіках.
19 березня 1963 — 24 січня 1978 року — 2-й секретар ЦК КП Латвії.
З січня 1978 року — персональний пенсіонер союзного значення в місті Ризі. Працював радником Ради міністрів Латвійської РСР.
Помер 7 грудня 1981 року в місті Ризі. Похований 10 грудня 1981 року на цвинтарі Райніса в Ризі.

## Нагороди і звання
- орден Жовтневої Революції
- два ордени Трудового Червоного Прапора (1970,)
- два ордени «Знак Пошани»
- медалі